# Tornade du 18 juin 1897 à Asnières-sur-Seine
La tornade d'Asnières-sur-Seine du 18 juin 1897 est un phénomène météorologique violent qui affecta Asnières-sur-Seine et ses environs.

## Évolution météorologique
Le 18 juin 1897, une dépression recouvrait l'ouest de l'Europe et des orages se formèrent dans la région de Paris provenant du sud-ouest. De la grosse grêle fut rapportée de Meudon à Choisy-le-Roi. À Paris, il n'y eut qu'un peu de pluie et de petits grêlons pendant que la tornade suivait un trajet allant de Courbevoie, à La Garenne-Colombes, à Asnières-sur-Seine, à Gennevilliers, à Saint-Ouen et s'est terminé au Bourget. La trajectoire totale fut de 21 kilomètres dont la largeur moyenne était de 150 mètres mais parfois jusqu'à 250 mètres.
Le rapport de la station météorologique d'Asnières montra que la trombe est passée à 16 h 50 alors que la pression y est descendue à 746,3 mm Hg (994,98 hPa) et que l'anémomètre a atteint son plafond de 30 mètres par seconde (108 km/h) sans donc pouvoir donner la vitesse exacte. Une autre station à 500 mètres de la trajectoire n'a pas enregistré de baisse du tout, montrant que l'effet était limité à l'axe de déplacement. La vitesse de son déplacement fut estimée à 180 km/h, ce qui est à prendre avec circonspection vu les moyens limités de mesure de l'époque.

## Impacts
Le long de la trajectoire, les arbres furent déracinés ou cassés, les cultures furent endommagées, des clôtures furent renversées, des manèges d'une fête foraine furent détruits et des bâtiments furent endommagés ou détruits. Un individu fut projeté à distance et tué par la chute, une voiture fut projetée à 29 mètres avec son cheval, deux blocs en béton de 20 kg chacun et d'autres objets furent projetés à distance.
Des dégâts sont notamment rapportés par la presse :
- côte-Saint-Thibault à Bois-Colombes (aujourd'hui rue Jean-Jaurès)[3] ;
- atelier de la Compagnie de l'Ouest, qui entraînera le déplacement de la gare des Carbonnets[4] ;
- place Voltaire à Asnières ;
- avenue des Grésillons : un bar-restaurant porte d'ailleurs l'enseigne Au cyclone de 1897[5].

Selon ces dégâts, les vents furent estimés de 220 à 270 km/h.